# BNN-20
BNN-20（化学名：17β-螺-(雄甾-5-烯-17,2'-环氧)-3β-醇）是一种有机化合物，化学式C
20H
30O
2，是一种人工合成的神经甾体。